# Villotte
Villotte är en kommun i departementet Vosges i regionen Grand Est (tidigare regionen Lorraine) i nordöstra Frankrike. Kommunen ligger i kantonen Lamarche som tillhör arrondissementet Neufchâteau. År 2022 hade Villotte 119 invånare.

## Befolkningsutveckling
Antalet invånare i kommunen Villotte
| Referens: INSEE |